# Dirk Marcellis
Dirk Marcellis (Horst aan de Maas, 13 aprile 1988) è un ex calciatore olandese, di ruolo difensore.

## Carriera

### Club

#### PSV Eindhoven
Dirk Marcellis, dopo aver passato la fase giovanile al VVV-Venlo e all'RKSV WIttenhorst, e dopo essersi distinto nella Nazionale Under-17 di calcio dei Paesi Bassi, debutta nel calcio professionale con la magia del PSV Eindhoven.
L'11 aprile 2007 Marcellis fa il suo debutto assoluto nei quarti di finale della UEFA Champions League contro il Liverpool all'Anfield. Ottiene un cartellino rosso in questa partita. Il 6 ottobre 2007 debutta in campionato contro il Willem II.
Per quanto la sua altezza non lo aiutasse per il ruolo di difensore centrale, Marcellis riesce ad imporsi facilmente nella prima squadra, formando una solida difesa assieme al calciatore messicano Carlos Salcido. Iniziò a farsi notare per le sue prestazioni, e riuscì a sostituire il difensore centrale brasiliano Alex, che era ritornato al Chelsea dopo numerose stagioni al PSV.
Sempre nella stagione 2007/2008, Marcellis segna nella Coppa UEFA 2007-2008 contro il Tottenham Hotspur.
Nel 2008, il PSV ottiene il titolo di campione dell'Eredivisie, e Marcellis viene nominato il terzo giocatore migliore della squadra.
Il 30 luglio 2009, Marcellis segna una rete all'ultimo minuto in UEFA Europa League contro la squadra bulgara PFC Černo More Varna. Il 21 maggio 2010, Marcellis si trasferisce all'AZ Alkmaar, protagonista di uno scambio di giocatori fra i due club (dall'AZ sarà Jeremain Lens a passare al PSV)

#### AZ Alkmaar, NAC Breda e PEC Zwolle
Marcellis, dopo un periodo da riserva al PSV, si mette in mostra subito all'AZ, diventando uno dei difensori migliori del campionato. Nel Maggio 2013 si infortuna al ginocchio, e non parteciperà all'intera stagione. Alla fine del contratto, a Luglio 2014, viene svincolato. Sempre nel 2014, ad Ottobre, l'AZ decide di offrirgli un contratto amatoriale. Ritornerà in campo contro il Feyenoord il 14 dicembre 2014.
Il 31 dicembre 2014 viene annunciato l'ingaggio di Marcellis da parte del NAC Breda, e viene subito fatto capitano dal neo-allenatore Robert Maaskant. Nonostante il suo contributo, la squadra viene retrocessa ai playoff.
Nel Luglio 2015 il PEC Zwolle ingaggia Marcellis. S'infortuna nella prima parte del campionato, per poi entrare in prima squadra e risultare decisivo in più incontri.
Dopo 3 anni passati con la stessa squadra, decide di ritirarsi dal calcio giocato a soli 30 anni il 3 settembre 2018.

## Palmarès

### Club

#### Competizioni nazionali
- Coppa dei Paesi Bassi: 1

AZ Alkmaar: 2012-2013